# Razzle
Nicholas Dingley, más conocido como Razzle (2 de diciembre de 1960-8 de diciembre de 1984), fue el baterista de la banda de glam rock finlandesa Hanoi Rocks desde 1982 hasta su muerte.

## Biografía
Nació en Royal Leamington Spa, Inglaterra, y fue adoptado por Henry e Irene Dingley, creciendo en Coventry y luego en la Isla de Wight. Antes de unirse a la banda Hanoi Rocks, Razzle había tocado en las agrupaciones Thin Red Line, The Fuck Pigs, Demon Preacher y The Dark.

## Muerte
A finales de 1984, Hanoi Rocks se encontraba en medio de su primera gira norteamericana. El vocalista Michael Monroe se fracturó el tobillo, por lo que la banda tuvo que tomar unos días de receso. Durante este, el cantante de Mötley Crüe, Vince Neil, invitó a la agrupación a quedarse por algunos días en su casa en California.
El 8 de diciembre, Razzle visitó a Vince en su casa en Redondo Beach, California. Ambos decidieron ir a comprar licor en el De Tomaso Pantera de Vince. Neil, en claro estado de ebriedad, chocó contra otro auto, resultando en la muerte de Razzle. Neil dedicó el álbum Theatre of Pain de Mötley Crüe a la memoria de Razzle.